# Waschhaus (Neustrelitz)

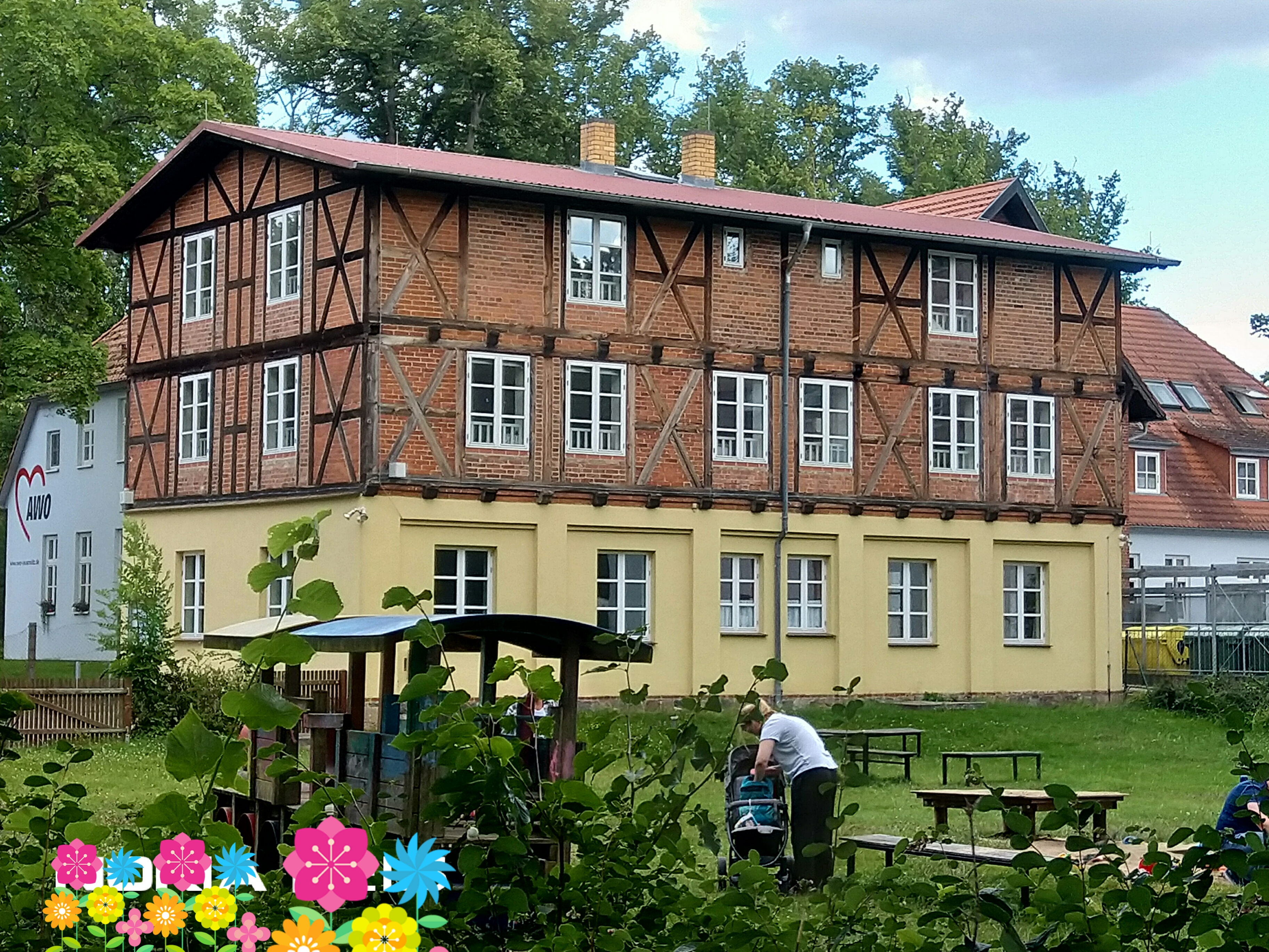

Das ehemalige Großherzogliche Waschhaus mit Speicher und Remise in Neustrelitz (Mecklenburg-Vorpommern), Useriner Straße 3 am Zierker See, wurde im 19. Jahrhundert gebaut. Heute dient es dem Familienzentrum Neustrelitz.
Das Gebäude steht unter Denkmalschutz.

## Geschichte
Die Residenzstadt Neustrelitz mit 20.151 Einwohnern (2020) wurde erstmals 1732 erwähnt.
Das dreigeschossige Fachwerkgebäude mit einem verputzten Erdgeschoss wurde 1821 als Großherzogliches Waschhaus und als Bodenspeicher nach Plänen von Friedrich Wilhelm Buttel errichtet.

In der Nähe steht auch das Großherzogliche Wäschespülhaus, der Chinesische Pavillon, von 1821 und auch von Buttel.
In der DDR-Zeit wurde der Gebäudekomplex als Pionierhaus der Jugendorganisation Pioniere der DDR genutzt.

Bis 2004 baute die Arbeiterwohlfahrt (AWO) auf dem Gelände das Altenpflegeheim Am Zierker See für 72 Bewohner und bot im früheren Waschhaus Betreutes Wohnen an. Heute befindet sich hier das Familienzentrum Neustrelitz von 2018.